# Uściany Nowe
Uściany Nowe (niem. Neu Uszanny, 1930–1945 Fichtenwalde) – wieś w Polsce położona w województwie warmińsko-mazurskim, w powiecie piskim, w gminie Pisz.
Do 2015 r. – Nowe Uściany, osada.
W latach 1975–1998 miejscowość administracyjnie należała do województwa suwalskiego.